# 瓦氏眶灯鱼
瓦氏眶灯鱼（学名：Diaphus watasei），又名渡瀨眶灯鱼，为輻鰭魚綱燈籠魚目灯笼鱼科的其中一種，分布於全球三大洋海域，屬深海魚類，棲息深度100-550公尺，體長可達17公分。

## 扩展阅读
維基物種上的相關：渡瀨眶灯鱼